# 科扎克 (科列茨區)
50°40′44″N 27°8′7″E / 50.67889°N 27.13528°E
科扎克（烏克蘭語：Козак），是烏克蘭西北部的村莊，隸屬里夫內州的里夫內區。該村始建於1629年，面積0.78平方公里，2001年人口318，人口密度每平方公里406.2人。